# Scirpophaga
Scirpophaga là một chi bướm đêm thuộc họ Crambidae.

## Các loài
- Scirpophaga adunctella
- Scirpophaga auristrigella
- Scirpophaga excerptalis
- Scirpophaga flavidorsalis
- Scirpophaga fusciflua
- Scirpophaga gotoi
- Scirpophaga humilis P. Wang, C. Li & X. Chen, 1986
- Scirpophaga incertulas
- Scirpophaga innotata (Walker, 1863)
- Scirpophaga khasis
- Scirpophaga lineata
- Scirpophaga linguatella
- Scirpophaga magnella
- Scirpophaga nivella Fabricius, 1794
- Scirpophaga parvalis Wileman, 1911
- Scirpophaga praelata Scopoli, 1763
- Scirpophaga tongyaii
- Scirpophaga virginia
- Scirpophaga whalleyi
- Scirpophaga xanthogastrella
- Scirpophaga xanthopygata Schawerda, 1922

## Hình ảnh

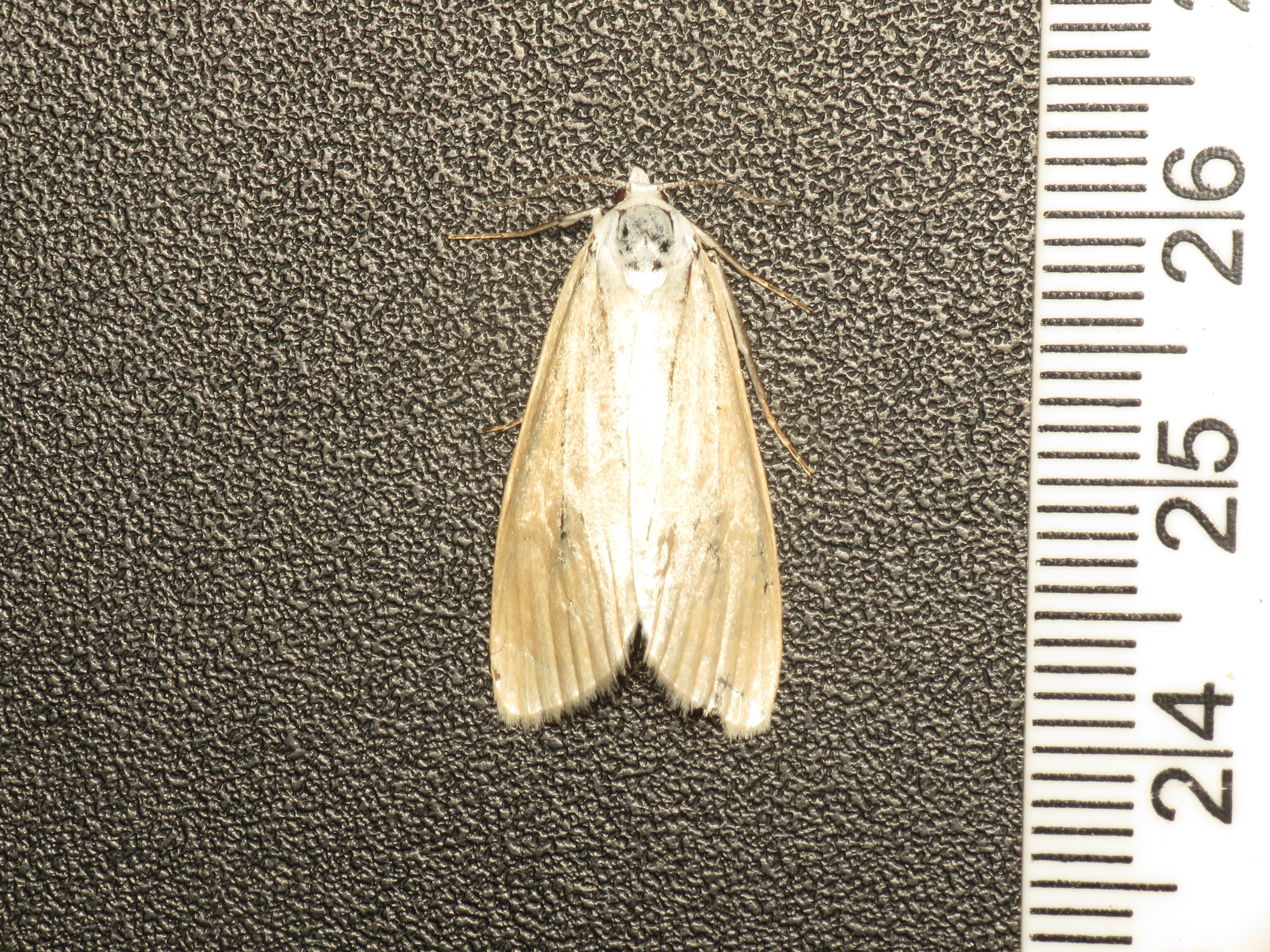
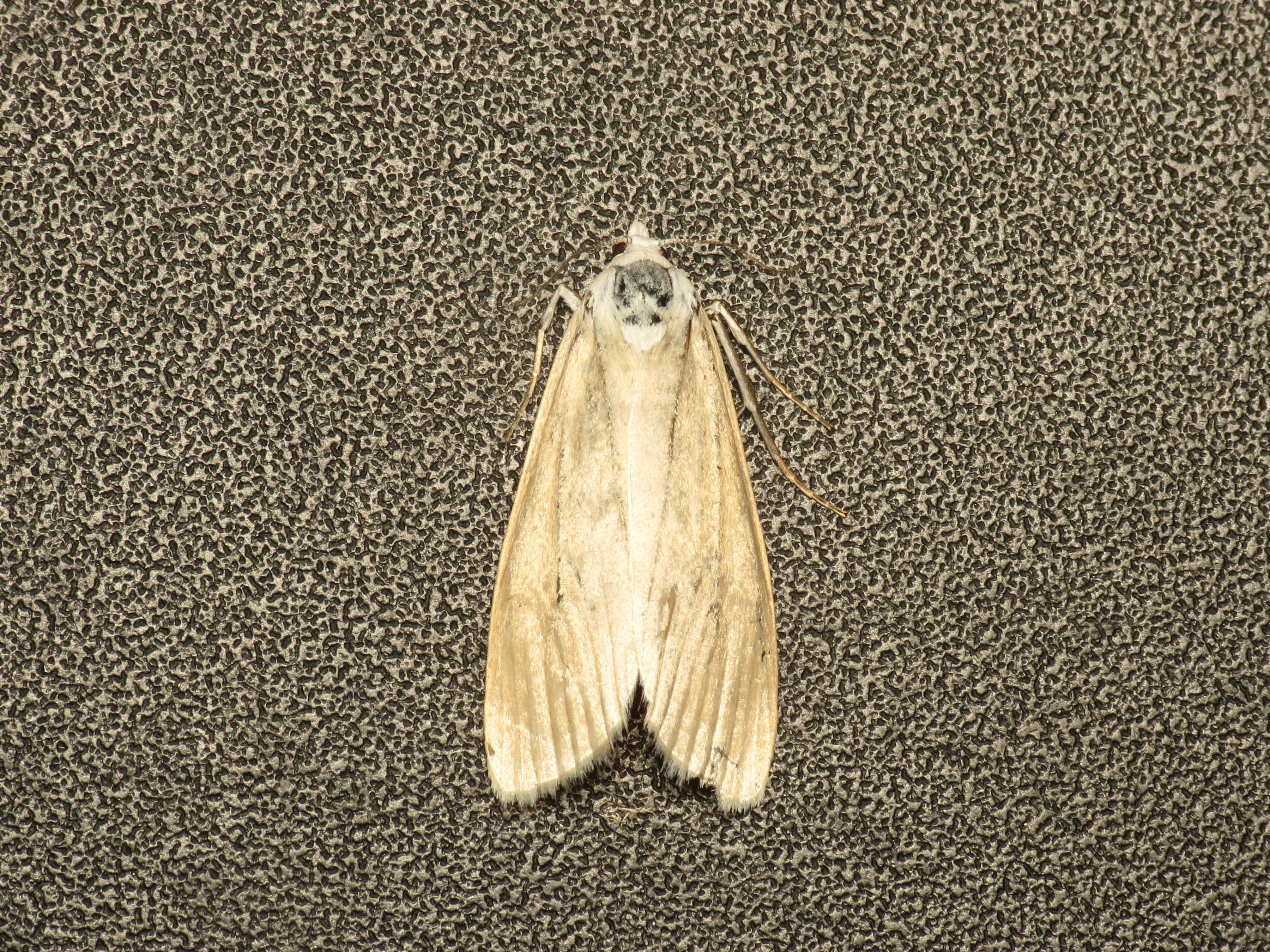
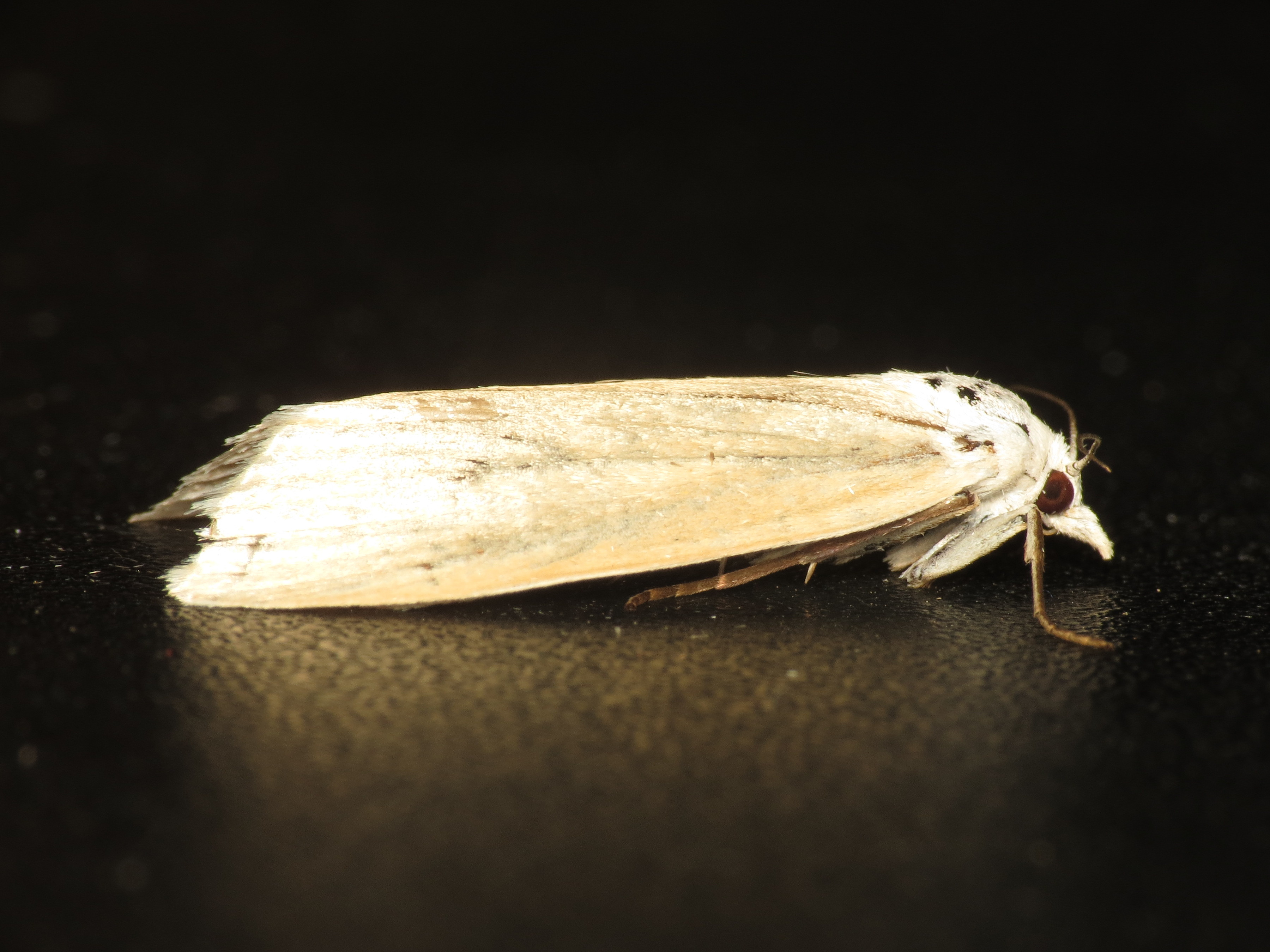